# Neustädter Kirchhof 11 (Quedlinburg)

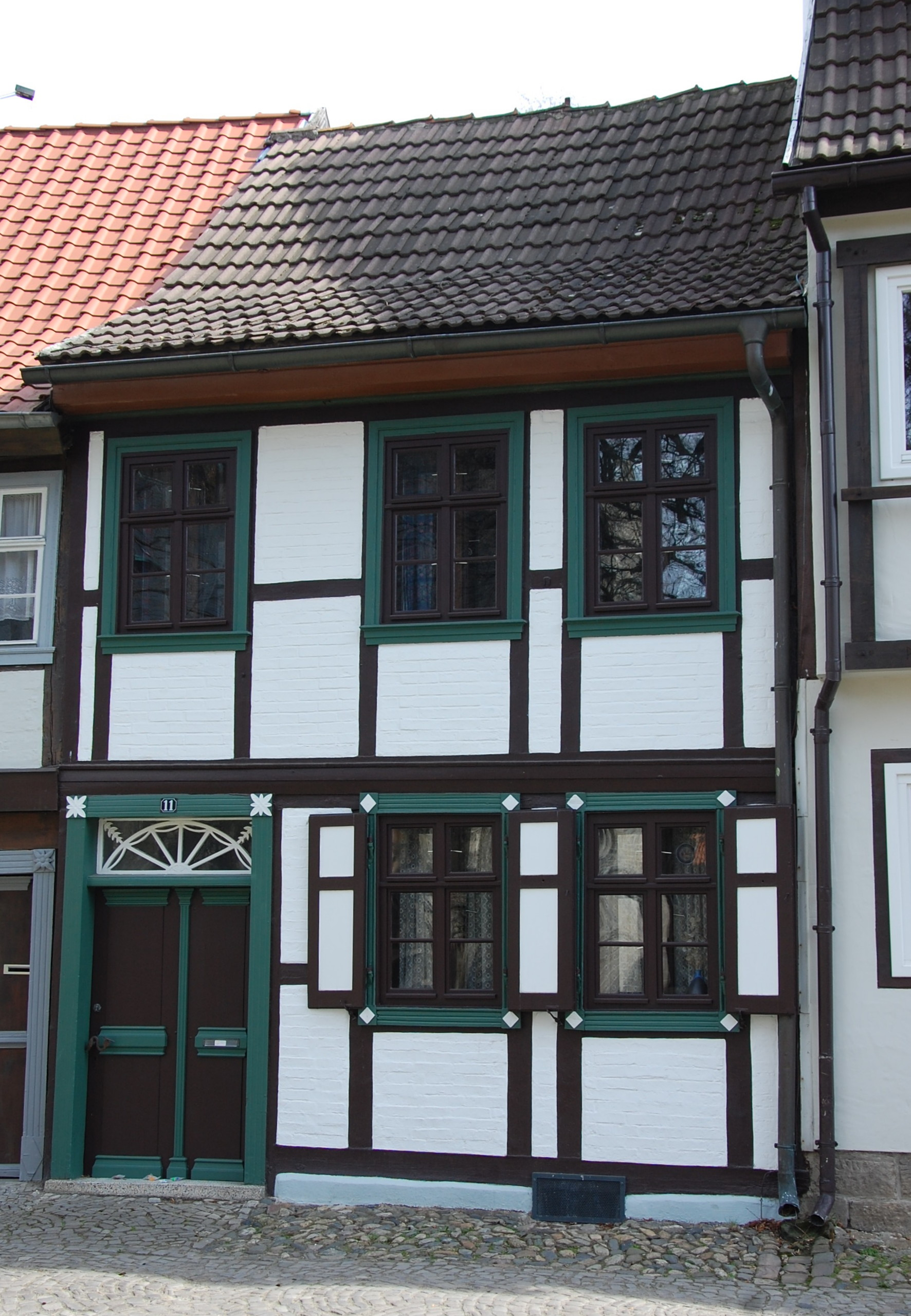
Haus Neustädter Kirchhof 11

Das Haus Neustädter Kirchhof 11 ist ein denkmalgeschütztes Gebäude in der Stadt Quedlinburg in Sachsen-Anhalt.

## Lage
Es befindet sich in der historischen Quedlinburger Neustadt auf der Ostseite des Neustädter Kirchhofs und ist im Quedlinburger Denkmalverzeichnis als Wohnhaus eingetragen. Nördlich grenzt das gleichfalls denkmalgeschützte Haus Neustädter Kirchhof 10 an.

## Architektur und Geschichte
Das zweigeschossige Fachwerkhaus stammt im Ursprung aus der Zeit um 1680 bzw. um 1820. Es ist schlicht gestaltet. Einfache Verzierungen befinden sich an den Rahmungen der Fenster und an der Haustür. 
Der heutige (Stand 2015) Eigentümer erwarb das Gebäude im Jahre 1992 und renovierte es vollständig. Das Haus war bis zum Kauf 1992 zwar noch bewohnt, glich jedoch in seinem Erhaltungszustand eher einem Abbruchhaus. Sämtliche Fenster waren in einem desolaten Zustand, die Innenwände überwiegend feucht, Schimmel saß auf den teilweise schon heruntergefallenen Tapeten und an den Wänden.
Im Erdgeschoss waren lediglich ein nicht beheizbarer WC-Raum und eine Waschküche, wenn auch nur mit Abstrichen, benutzbar. Ein weiterer Raum diente als Rumpelkammer. Den größten Teil des Erdgeschosses stellte ein weiteres Gelass dar, dessen ehemalige Verwendung sich nicht nachweisen ließ. Auf gestampften Lehmboden war hier eine Ziegelschicht als Fußboden aufgebracht, die völlig schiefen Außenwände waren mit Lehm verstrichen, ein vollständig zerfressenes Zinkrohr führte Teile des Regenwassers von den Dachflächen durch diesen Raum auf die Straße. Das restliche Regenwasser tropfte durch abgängige Wasserrinnen direkt in den Innenhof, der zwischen den ehemals zwei Häusern lag. Von der Decke hingen Leinenfetzen herunter, die scheinbar früher einmal als Haltesystem für eine unter die Decke gepackte Strohlage als Wärmedämmung für die Obergeschosswohnung dienten. An einem total versotteten und verfaulten Kaminzug muss früher einmal ein Ofen angeschlossen gewesen sein. 
Im Obergeschoss befanden sich eine Küche, ein Wohnraum, zwei Schlafkammern und ein weiterer Raum, der lediglich eine freistehende Badewanne beinhaltete, die über eine uralte Gastherme mit warmem Wasser befüllt werden konnte. 
Die Wand, die den Innenhof vom Flur trennte, war derart schlecht, dass sie, als der Erwerber trotz Warnung der vorherigen Eigentümerin einmal kräftig dagegen drückte, samt Fenster ins Erdgeschoss stürzte.
Der Dachboden war in einem ebenso schlechten Zustand. Zum Teil konnte man zu den Nachbarhäusern durchschauen, Giebelmauern bestanden nicht. Der Nachbar zur Rechten hatte immerhin schon eine Wärmedämmung aus Steinwolle von seiner Giebelseite aus angebracht. Dem gegenüber waren die Dachpfannen und der überwiegende Teil der Fachwerkhölzer und der Dachsparren in einem erstaunlich guten Zustand.
Der Kaufvertrag für dieses Haus wurde bei einem Notar in Bad Harzburg abgeschlossen, da die einzige Notarin in Quedlinburg zum damaligen Zeitpunkt Wartezeiten von etwa einem halben Jahr hatte. 
Die Eigentumsverhältnisse waren im Grundbuch eindeutig nachvollziehbar, so dass nicht mit Rückübertragungsansprüchen Dritter zu rechnen war. Lediglich die normalerweise in Grundbüchern übliche exakte Grundstücksbezeichnung mit Flurbezeichnung, Flurstücksnummer und genauer Größe fehlte, hier wurde mit Straßennamen, Hausnummer und Einzeichnung in die Flurkarte gearbeitet. Das Grundstück – circa 67 Quadratmeter groß – wurde im Jahre 2004 vermessen und parzelliert, im Jahre 2005 erfolgte dann die grundbuchliche Eintragung der exakten Grundstücksbezeichnung.
Bei der Sanierung des Gebäudes waren denkmalpflegerische Gesichtspunkte zu berücksichtigen. Die Stadt Quedlinburg hatte kurz vor dem Grundstückskauf die „Neue Heimat Niedersachsen“ als Sanierungsträger eingesetzt und damit beauftragt, einerseits die Rekonstruktion alter Häuser nach städtebaulichen und denkmalpflegerischen Gesichtspunkten zu überwachen und zu betreuen, andererseits aber auch dafür Mittel aus dem Förderprogramm „Städtebaulicher Denkmalschutz“ zu verteilen. Einer der auf der Liste der Neuen Heimat stehenden Architekten wurde beauftragt, eine Bestandsaufnahme vorzunehmen und ein Sanierungskonzept zu entwickeln. Der neue Eigentümer war froh, an einen Architekten geraten zu sein, der seine gestalterischen Pläne für den Innenausbau und die farbliche Gestaltung der Fassade mit trug, so dass es möglich wurde, auf engstem Raum zwei Wohnungen zu schaffen. Dazu war es unter anderem nötig, dass der Bauherr die beiden im Hause befindlichen Schornsteine abtragen und die Zentralheizung auf dem Dachboden installieren ließ, was wiederum zunächst auf erheblichen Widerstand bei dem in Heizungsangelegenheiten stets zu befragenden Schornsteinfeger stieß. Dieser war der Meinung, die Heizung gehöre in den Keller. Erst nach Beweisführung durch den Bauherren – mit Unterstützung eines Heizungsbauers aus den alten Bundesländern – durfte er seine Vorstellungen durchsetzen. 
Für die neu zu erstellenden Fenster durften keine wärmedämmenden Glasscheiben verwandt werden, und so hat der Bauherr dann Kastenfenster bauen lassen, die nach außen die vierflügelige Aufteilung des ursprünglichen Zustandes widerspiegelten, die Innenfenster durften zweiflügelig sein. 
Nachdem die Sanierungsmaßnahme vom städtischen Bauamt gemeinsam mit dem Amt für Denkmalpflege, der Neuen Heimat und dem Landeskonservator abgestimmt und genehmigt worden war, durfte mit den Bauarbeiten begonnen werden. Ein Generalunternehmer, der selber die Maurerarbeiten ausführte, beauftragte die weiteren Handwerksbetriebe mit der Ausführung der sonstigen Arbeiten.
Die Werkstätten für Denkmalpflege bauten die alte Haustür, die zu mehr als einem Drittel morsch und verfault war, aus, kopierten sie auf den Millimeter genau und versahen sie mit den alten aufgearbeiteten schmiedeeisernen Beschlägen und dem Original-Kastenschloss mit schmiedeeiserner Türklinke. Die so gefertigte Tür wurde wieder in das Gebäude eingefügt. 
Nachdem die gesamte Umbaumaßnahme bereits erledigt war und der Bauherr bereits in dem Hause wohnte, erhielt er eines Tages eine Einladung von der Stadt Quedlinburg. Neben neun weiteren Bauherren wurde ihm in einer kleinen Feierstunde durch den Bürgermeister der Sanierungsvertrag überreicht, der ihn berechtigte, mit der Rekonstruktion des Gebäudes zu beginnen und der dann auch beinhaltete, dass ihm Fördermittel aus dem Denkmalschutzprogramm, die er bereits ausgegeben hatte, zur Verfügung stehen, allerdings mit der Auflage, dass er im Falle der Vermietung nur eine recht niedrig angesetzte Staffelmiete verlangen darf, angesichts der Höhe der Fördermittel eine Bedingung, auf die er sich ruhig einlassen konnte.